# Bokod (Komárom-Esztergom)
Pour les articles homonymes, voir Bokod (homonymie).
Bokod est un village et une commune du comitat de Komárom-Esztergom en Hongrie.

## Personnalité
Zoltán Nemere (1942-2001), épéiste, double champion olympique par équipe, champion du monde individuel et par équipe, est né à Bokod.